# Dysmathosoma lucidus
Dysmathosoma lucidus är en skalbaggsart som beskrevs av Antonio Vives 2004. Dysmathosoma lucidus ingår i släktet Dysmathosoma och familjen långhorningar.
Artens utbredningsområde är Madagaskar. Inga underarter finns listade i Catalogue of Life.